# Trigonoderus nigrocephalus
Trigonoderus nigrocephalus är en stekelart som beskrevs av Kamijo 2000. Trigonoderus nigrocephalus ingår i släktet Trigonoderus och familjen puppglanssteklar. Inga underarter finns listade i Catalogue of Life.